# 鳥取県立米子東高等学校
鳥取県立米子東高等学校（とっとりけんりつ よなごひがしこうとうがっこう）は、鳥取県米子市勝田町にある公立高等学校。

## 概要
1899年に旧制鳥取県第二中学校として発足した。県内では一般的に「米東」（べいとう）と呼ばれるが、「勝陵」（しょうりょう）という呼称もある。選抜高校野球大会準優勝校、高校生クイズ優勝校。文武両道を校風とする一方で、2010年頃からは、部活動・学校祭などより学業を重視する姿勢に転換し始めている。また、6ヘクタール以上の広大な敷地を持ち、学校内には山（勝田山）と3つのグラウンドを持つ。近くには古くから米東生に親しまれている曽田商店がある。

### 教育方針
日本海をのぞみ、大山を仰ぐこの美わしい学園は、つぎのごとき人間を育成する。
- 個性を生かして社会に生き、人類の幸福に貢献する。
- 自由を尊び、責任と自主性を重んずる。
- 英知に輝き、真理に徹する。
- 豊かでかおり高く、真実の人生を愛する。
- 明朗で健康で、信念を貫徹する強い意志と実行力を持つ。

## 沿革
- 1899年（明治32年）4月1日 - 鳥取県第二中学校として創立
- 1900年（明治33年）5月29日 - 開校式挙行（のち開校記念日となる）
- 1901年（明治34年）6月12日 - 鳥取県立第二中学校に改称
- 1909年（明治42年）4月1日 - 鳥取県立米子中学校に改称
- 1917年（大正6年） 8月4日 - 凱歌 松の緑、初めて歌われる
- 1936年（昭和11年）4月29日 - 旧校歌制定
- 1948年（昭和23年）
  - 4月1日 - 鳥取県立米子第一高等学校に改称。定時制（夜間）を併設
  - 9月1日 - 通信制を併設
- 1949年（昭和24年）4月1日 - 米子第一高等学校・米子実業高等学校・法勝寺実業高等学校が合併して鳥取県立米子東高等学校となり、男女共学となる。勝田校舎（旧米子第一）、長砂校舎（旧米子実業）、法勝寺校舎（旧法勝寺実業）を設置
- 1952年（昭和27年）4月1日 - 勝田校舎に全日制家庭学科を設置
- 1953年（昭和28年）4月1日 - 長砂校舎、法勝寺校舎が鳥取県立米子南高等学校（同年11月に法勝寺校舎は鳥取県立法勝寺農業高等学校（後の鳥取県立法勝寺高等学校、現在は鳥取県立米子高等学校）となる）として分離・独立。家庭学科は鳥取県立米子西高等学校へ移管
- 1955年（昭和30年）1月15日 - 校歌制定
- 1960年（昭和35年）4月1日 - 専攻科を設置
- 1997年（平成9年） 4月1日 - 全日制に2学期制を導入
- 2001年（平成13年）4月1日 - 新入生から全日制にコース制（普通コース・生命科学コース）を導入
- 2004年（平成16年）4月1日 - 全日制に3学期制を導入
- 2005年（平成17年）4月1日 - 通信制を鳥取県立米子白鳳高等学校として分離・独立
- 2008年（平成20年）3月 - 通信制課程閉課程
- 2013年（平成25年）3月 - 専攻科閉科
- 2016年（平成28年）6月 - 新管理教室棟完成
- 2017年（平成29年）4月 - 文部科学省からスーパーサイエンスハイスクールに指定

### 歴代学校長
- 初代 1899年4月 - 石橋朗
- 2代 1903年4月 - 田中礼助
- 3代 1906年4月 - 林重浩
- 4代 1911年12月 - 原田長松
- 5代 1919年4月 - 勝島林蔵
- 6代 1920年4月 - 三木順治
- 7代 1929年12月 - 小林政吾
- 8代 1932年3月 - 吉岡重美
- 9代 1932年11月 - 水田文平
- 10代 1936年6月 - 垣内春雄
- 11代 1943年3月 - 酒井福蔵
- 12代 1948年4月 - 花房寿美太
- 13代 1949年4月 - 福田邦男
- 14代 1956年4月 - 有福友好
- 15代 1962年4月 - 星野章蔵 *
- 16代 1964年4月 - 樋口義憲
- 17代 1970年4月 - 友松五郎
- 18代 1973年4月 - 松田千歳 *
- 19代 1978年4月 - 西村嘉寿 *
- 20代 1981年4月 - 板見甲子夫 *
- 21代 1983年10月 - 上田幸一 *
- 22代 1986年4月 - 村上光雄
- 23代 1990年4月 - 勝部勝 *
- 24代 1995年4月 - 長谷川洋一郎
- 25代 1998年4月 - 永見収
- 26代 2002年4月 - 仲本敏行 *
- 27代 2007年4月 - 小田原利典
- 28代 2010年4月 - 依藤典篤 *
- 29代 2014年4月 - 山根孝正 *

* 同校卒業生

## 基礎データ

### 所在地
- 鳥取県米子市勝田町1番地

### 通学区域
- 鳥取県全域

### アクセス
- JR境線博労町駅 徒歩10分

### 象徴

#### 校章
- 校章は、柏の葉をX型に組み合わせ、「高」の字を外したもので、右の葉はロゴス、左の葉はパトスを象徴しており、同校の理念を表し、真理の探求と情緒豊かな人間性を陶冶するために努力をすることを意味している。現校名になった後制定。ロゴス、パトスは校歌（3番）にもうたわれている。校章作者は、特にその意味を考えていなかったが、意味するところを当時の生徒に問われ、その場で咄嗟に思いついたという[3]。

#### 校歌・凱歌・応援歌
- 米子東高等学校校歌 - 1955年。作詞：針本武義、作曲：藤本秀夫・渡部恵一郎。
- 米子中学校校歌 - 1936年。作詞：土井晩翠、作曲：東京音楽学校。
- 凱歌 松の緑 - 1917年。作詞：毎高勇、作曲：秋山升。古くからの卒業生も歌える曲として、同窓会などの締めや、高校野球の試合終了後（勝利した場合）に歌われる
- 応援歌 黒鉄の力 - 作詞・作曲：不詳。かつての慶應義塾大学の応援歌を用いたもの[4]。筑波大学宣揚歌など、同じメロディの曲が各地にある
- 応援歌 北風荒き - 作詞・作曲・不詳。

#### 制服
- 男子は標準学生服（いわゆる学ラン）、女子はセーラー服を着用する。女子のセーラー服は、かつてのものより青色になった。夏期はいずれも夏服となり、女子は盛夏服もある。男子は制服の襟の部分に、金色の校章及び「Z」（全日制の頭文字）のバッジを付ける（専攻科生は「S」（専攻科の頭文字）のバッジであった）。男子の制帽には白線を2本付ける（現在着用は任意）。

#### スクールカラー
- 臙脂（緑）。

## 教育

### 学科
- 全日制課程普通学科普通科
  - 普通コース
  - 生命科学コース - 医歯薬学部をはじめ理系学部進学を目指すコース。学年1クラス。
- 定時制課程普通学科普通科（夜間定時制）

### 授業
1997年より2学期制を採用していたが（定期考査の名称は「夏休み前第1回定期考査」などであった）、学校システム（終業式や成績発表など）自体3学期制時のままで運営されていた。導入時最大のメリットであった65分授業もなくなり45分授業となっていたため、2004年に3学期制に戻った。現在1コマ45分の7限授業である。2004年から主に7月の夏期休業期間中、基本的に午前中は全員参加の夏期講習を実施していて、正式な授業日数には含まれなかったが、2012年からは、稼業日（内容は夏期講習と同一）となった。

### 専攻科閉科の経緯
民業の圧迫であると民間予備校から声が上がり、反対する保護者やPTAと陳情合戦に発展。県議会において、「視察先の予備校は講師陣の指導力不足を指摘せざるを得ず、不安を覚えた」と県内予備校の指導力不足を指摘した稲田寿久議員に、発言の経緯の説明がなければ、「チラシを10万枚米子市内にまく」との文書を送付する私塾経営者も現れた（文書により議員が回答したために実際にまかれることはなかった）。1960年に設置された専攻科であったが、2013年に閉科となった。

## 学校生活

### 行事
- 応援練習
新入生に対して4月中の1週間、生徒会（應援團）による応援練習が行われる。指導される曲目は、校歌、凱歌、応援歌に加え、コンバットマーチ、ダッシュ米東（ダッシュケイオウ）、コール米東（突撃のテーマ）、スパークリングマーチ、大進撃、サンライズマーチ（カメハメハ）、神風など、早稲田大学応援部、慶應義塾大学應援指導部、東京大学運動会応援部明治大学応援部から導入したマーチなど。
- 球技大会
毎年春と秋に実施。第1回は1908年、第1グラウンドの全校生徒による整地事業の完成記念校内野球大会である。種目は現在、バスケットボール、バレーボール、ソフトボール、卓球、ソフトテニスであり、第1体育館改修の際にはサッカーやドッジボールが行われたこともある。
- 他に春の遠足が行われている。
- 強歩遠足、校内陸上競技大会も2001年まで実施されていたが、週休2日制移行に伴う授業時間確保のため廃止された（競歩遠足は最終年度雨天中止のため、最後に開催されたのは2000年）。
- 学校祭
校章からとって「柏葉祭（はくようさい）」と呼ばれている。以前より日程が短縮され、現在は文化の部が2日間、体育の部が1日間、計3日間にわたり8月下旬から9月上旬に開催される。各クラスが張り子、ユニフォームを制作する。

### 部活動など
- 硬式野球部 - 後述を参照
- 軟式野球部
- ソフトボール部
- サッカー部 - 後述を参照
- ラグビー部 - 後述を参照
- 山岳部 - 高校総体入賞常連[要出典]
- バスケットボール部 - 2016年全国大会出場[9]
- バレーボール部
- ハンドボール部
- 陸上競技部 - 全国高校駅伝入賞[いつ?]
- テニス部 - 高校総体出場常連[要出典]
- ソフトテニス部
- 卓球部
- バドミントン部
- ボート部 - 朝日レガッタで全国優勝、全国選抜や国体などで毎年[要出典]入賞ほか、全国大会で毎年[要出典]好成績
- 体操部
- 柔道部 - 1928年団体全国優勝[10]
- 剣道部
- 弓道部
- 水泳部 - 全国大会出場[いつ?]
- ESS
- 茶道部
- 華道部
- 吹奏楽部
- 合唱部
- 弦楽部
- 放送部
- 演劇部
- JRC部
- 社会問題研究部
- 文芸部
- 写真部
- 囲碁部
- パソコン研究同好会
- 新聞部
- 應援團（かつては生徒会の一機関であった[要出典]） - 県内唯一の完全六大学型[要出典]

#### 応援団演技
どぜう（どじょう）すくい三・三・七拍子
1965年の選抜高校野球大会出場を記念して作られた、應援團による演技。「東に、大山の雄姿を仰ぎ」「西に、日本海の荒波を受ける」「わが米子東高等学校名物、どぜうすくい三・三・七拍子」の前口上で始まる。当時の安来市出身の生徒が、安来節をアレンジして作ったものである。以前は野球応援（守備中）などで頻繁に使用していたが、現在は応援規則に抵触するため、主に壮行会などで使用される。2006年にBSSラジオでこの演技についての番組が放送された。近年は毎年開かれる勝田ヶ丘同窓会では応援団OB会有志が演技を披露するのが恒例となっている。

#### 硬式野球部
- 硬式野球部は1900年から活動している。鳥取西と並ぶ旧制中学以来の山陰の名門で、春夏の甲子園で通算16勝23敗の成績を残している。伝統的に短打戦法に犠打、堅い守備に加え、洗練されたマナーは「米東野球」と称され、特に第32回選抜大会では準優勝を果たしていることで有名である（これは2023年現在山陰勢として春夏の甲子園で唯一の決勝進出である）。国体でも2度の準優勝を誇る。

- 1950年から着用している純白を基調に緑と黄の胸文字のユニフォームは、「勝者を讃え敗者をいたわる清らかな心をもち、清流に躍る若鮎のごとくはつらつとあれ」との願いが込められたものである。また、かつて主として慶應義塾大学野球部に師事したため、胸文字にはいわゆる慶應体を採用している。
- 県内では鳥取西とともに、夏の選手権大会の第1回地区大会からの皆勤校である。夏の出場回数と勝ち星ではライバル鳥取西に後れを取っているが（米子東：15回出場で8勝14敗、鳥取西：23回出場で23勝23敗）、春の出場回数と勝ち星では鳥取西を大きく上回っている（米子東：9回出場で8勝9敗、鳥取西：4回出場で2勝4敗）。春夏連続出場は1935年と1960年、2019年の3回ある。
- 米子東と鳥取西両校の、特に夏の県大会での対戦は「山陰の早慶戦」と呼ばれ、県内の高校野球ファンの熱い注目を集める。旧制中学の頃の両校の対戦の際は、試合開始前から観客の小競り合いや喧嘩は当たり前だった。1930年の山陰大会決勝で両校が対戦した際は、短刀を持った観客が乱入し、警官監視下で試合が続行された。1957年からは夏の大会前に、両校で校長を務め、野球部強化に尽力した林重浩の名を冠した「林重浩杯」と呼ばれる定期戦が行われている。
- 1996年選抜出場後は長く甲子園出場を果たすことができず、県大会の早い段階で敗退することが多くなった。1999年夏からは6季連続で県大会初戦敗退、16季連続で県大会ベスト4に進出できなかった。また、夏に関しては1992年から2013年までベスト4進出がなく、そのうち2008年からは6年連続で初戦敗退を喫した。
- 2014年に紙本庸由監督が就任すると、科学的視点を取り入れた指導により2017年に第99回全国高等学校野球選手権鳥取大会で準優勝した。そして、2018年の秋季中国大会に鳥取県2位から出場し、準優勝を果たした。この戦績が大きく評価され、翌年の選抜大会出場が決定。23年ぶりの甲子園出場となった。また、2019年（令和元年）の夏の県大会では決勝で劇的な逆転勝利を収め優勝し、1991年（平成三年）以来28年ぶりの出場となり、また1960年（昭和三十五年）以来実に59年ぶりの春夏連続出場を決めた。これにより、初出場を果たした1925年（大正十四年）の11回大会を含め大正、昭和、平成、令和の4つの元号で出場した史上初の学校となった。2021年の第103回全国高等学校野球選手権鳥取大会で優勝し、夏の甲子園2大会連続出場を決めた。

- 県内の一部公立中学校の道徳副読本に、硬式野球部のマナーの良さを讃える物語が掲載されていたことがある[12]。
- 使用している第1グラウンドは、関連書物では1910年設置となっており[13][要ページ番号]（実際はそれ以前から使用しているが、整地されたことを考慮していると考えられる）[独自研究?]、現存するわが国最古の野球場であるとする説もある[14]。かつてはプロ野球オープン戦などが開かれた。

| 年度                  | 出場回数        | 全国大会成績 | 対戦校                                                                   |
| --------------------- | --------------- | ------------ | ------------------------------------------------------------------------ |
| 1925年（第11回大会）  | 初出場          | 2回戦敗退    | 2－0 前橋中（群馬） 4－10 第一神港商（兵庫）                             |
| 1930年（第16回大会）  | 5年ぶり2回目    | 1回戦敗退    | 0－4 大邱商（朝鮮）                                                      |
| 1932年（第18回大会）  | 2年ぶり3回目    | 2回戦敗退    | 1－3 石川師範（石川）                                                    |
| 1935年（第21回大会）  | 3年ぶり4回目    | 1回戦敗退    | 4－5 育英商（兵庫）                                                      |
| 1939年（第25回大会）  | 4年ぶり5回目    | ベスト8      | 12－7 高岡商（富山） 0－3 海草中（和歌山）                               |
| 1950年（第32回大会）  | 11年ぶり6回目   | ベスト8      | 3－2 盛岡（岩手） ※盛岡商も後身校。 7－8 鳴門（徳島）                    |
| 1954年（第36回大会）  | 4年ぶり7回目    | 2回戦敗退    | 2－1 滝川（兵庫） 延長11回 1－3 早稲田実（東京）                         |
| 1956年（第38回大会）  | 2年ぶり8回目    | ベスト4      | 1－0 別府鶴見丘（大分） 3－0 中京商（愛知） 1－2 岐阜商（岐阜） 延長10回 |
| 1960年（第42回大会）  | 4年ぶり9回目    | 2回戦敗退    | 8－0 盈進商（広島） 5－12 徳島商（徳島）                                 |
| 1983年（第65回大会）  | 23年ぶり10回目  | 1回戦敗退    | 1－2 学法石川（福島） 延長10回                                           |
| 1986年（第68回大会）  | 3年ぶり11回目   | 3回戦敗退    | 3－1 東亜学園（西東京） 2－7 天理（奈良）                                |
| 1989年（第71回大会）  | 3年ぶり12回目   | 2回戦敗退    | 0－3 帝京（東東京）                                                      |
| 1991年（第73回大会）  | 2年ぶり13回目   | 1回戦敗退    | 0－5 我孫子（千葉）                                                      |
| 2019年（第101回大会） | 28年ぶり14回目  | 1回戦敗退    | 1－8 智弁和歌山（和歌山）                                                |
| 2021年（第103回大会） | 2大会連続15回目 | 1回戦敗退    | 1－4 日大山形（山形）                                                    |

- 第25回大会には、のちに大阪タイガース（現在の阪神タイガース）などで活躍した土井垣武捕手、長谷川善三遊撃手が出場している。2回戦で、1イニング最多四死球8、連続四死球7の大会記録を達成した（記録は破られていない）。また、準々決勝で敗れた相手校・海草中の投手は、全5試合を完封して優勝した嶋清一。
- 第32回大会では、準々決勝で鳴門に逆転負けを喫してベスト4入りを逃したが、飛田穂州はこの試合を「まさに惜敗中の惜敗」と賞賛した。
- ベスト4入りした第38回大会では同じく飛田穂州に、「負けても後味のよい試合をすることが、高校野球の魅力ともいうべきであろう。その最たるものは、山陰米子の力戦であった。米子東の活躍は、老いのまぶたに今も残る。真実を言うならば、このチームに優勝を与えたかったと思う」と激賛された。なおこの大会で主戦だった長島康夫は、引き揚げ者救済措置に伴う年齢超過での出場だった。またこの時以降、県勢は夏の1大会で2勝以上を挙げていない。
- 第68回大会では石川直主将が選手宣誓をしている。
- 第80回大会では山本和広主将、第100回大会では鶴田一朗主将が地方大会出場皆勤校全国15校のうちの1校として開会式で入場行進した。

| 年度                  | 出場回数      | 全国大会成績 | 対戦校                                                                        |
| --------------------- | ------------- | ------------ | ----------------------------------------------------------------------------- |
| 1935年（第12回大会）  | 初出場        | 2回戦敗退    | 2－5 島田商（静岡）                                                           |
| 1960年（第32回大会）  | 25年ぶり2回目 | 準優勝       | 2－1 大宮（埼玉） 4－2 松阪商（三重） 2－0 秋田商（秋田） 1－2 高松商（香川） |
| 1961年 （第33回大会） | 2年連続3回目  | ベスト4      | 2－1 掛川西（静岡） 2－1 敦賀（福井） 延長16回 1－4 高松商（香川）            |
| 1965年（第37回大会）  | 4年ぶり4回目  | 2回戦敗退    | 0－4 高松商（香川県）                                                         |
| 1966年（第38回大会）  | 2年連続5回目  | ベスト8      | 6－1 富士宮北（静岡） 2－0 高知（高知） 2－11 中京商（愛知）                  |
| 1970年（第42回大会）  | 4年ぶり6回目  | 1回戦敗退    | 0－5 津久見（大分）                                                           |
| 1977年（第49回大会）  | 7年ぶり7回目  | 1回戦敗退    | 0－5 県岐阜商（岐阜）                                                         |
| 1996年（第68回大会）  | 19年ぶり8回目 | 2回戦敗退    | 9－7 釜石南（岩手） 4－8 大院大（大阪）                                       |
| 2019年（第91回大会）  | 23年ぶり9回目 | 1回戦敗退    | 1－4 札幌大谷（北海道）                                                       |

- 第32回大会の決勝戦では、宮本洋二郎投手が高松商・山口富士雄選手にサヨナラ本塁打を浴びた。これは春夏通じ初の決勝戦サヨナラ本塁打で、選抜のサヨナラ優勝本塁打は今のところこの1本のみである。この試合をはじめとして、高松商には3度苦杯を嘗めている。
- 第33回大会の準々決勝・敦賀戦で矢滝伸高投手が記録した奪三振23は、参考記録ながら選抜における1試合の最多奪三振記録。
- 第68回大会の初戦・釜石南戦の初回に、大田優投手が春夏通じ県勢初となる満塁本塁打を記録している（大会史上13本目）。
- これまで選手表彰を受けたのは、第10回大会・清水秀雄（優秀選手賞・投手）、第32回大会・宮本洋二郎（ベストナイン・投手）、同・松本勝彦（同・三塁手）、第33回大会・細田俊次（ベストナイン・外野手）、第38回大会・木村喜一（優秀選手・投手）、同・小島正（同・三塁手）、同・加藤直樹（同・外野手）、同・山西敏夫（同・同）である。
- 第91回大会では、満員のアルプスの一体感、マナーの良さなどが評価され応援団優秀賞を受賞した。

| 年度                  | 出場回数      | 全国大会成績 | 対戦校                                                                                        |
| --------------------- | ------------- | ------------ | --------------------------------------------------------------------------------------------- |
| 1950年（第5回大会）   | 初出場        | 2回戦敗退    | 2－6 瑞陵（愛知） ※愛知商も後身校。                                                           |
| 1956年（第11回大会）  | 6年ぶり2回目  | 準優勝       | 3－1 西条（愛媛） 延長11回 1－0 岐阜商（岐阜） 延長10回 0－1 中京商（愛知） 延長10回          |
| 1960年 （第15回大会） | 4年ぶり3回目  | 準優勝       | 2－0 大宮（埼玉） 天覧試合 1－0 静岡（静岡） 延長10回 1－0 熊本商（熊本） 0－3 北海（北海道） |
| 1986年（第41回大会）  | 26年ぶり4回目 | 2回戦敗退    | 1－7 沖縄水産（沖縄）                                                                         |

#### サッカー部
- 戦前にも活動し[要出典]ていたが、戦後の復活は昭和40年代だった。米子工とともに、県内における高校サッカーの古豪。1983年には高校サッカー選手権での県勢初勝利をあげ、1992年には県勢初のベスト8進出を成し遂げるなど、県内の草分け的存在。ただ近年は境や米子北に押され、2003年のインターハイを最後に全国大会から遠ざかっている。

| 年度             | 出場回数     | 全国大会成績 | 対戦校                                                                              |
| ---------------- | ------------ | ------------ | ----------------------------------------------------------------------------------- |
| 1979年（第58回） | 初出場       | 1回戦敗退    | 0－1 水戸商（茨城）                                                                 |
| 1983年（第62回） | 4年ぶり2回目 | 2回戦敗退    | 2－2 北陸（福井） 0－3 暁星（東京）                                                 |
| 1985年（第64回） | 2年ぶり3回目 | 2回戦敗退    | 3－0 丸岡（福井） 1－3 京都商（京都）                                               |
| 1986年（第65回） | 2年連続4回目 | 1回戦敗退    | 0－4 暁星（東京）                                                                   |
| 1992年（第71回） | 6年ぶり5回目 | ベスト8      | 1－0 東京学館新潟（新潟） 2－0 宮崎工（宮崎） 1－0 富山一（富山） 0－4 国見（長崎） |
| 1993年（第72回） | 2年連続6回目 | 1回戦敗退    | 0－2 桐光学園（神奈川）                                                             |
| 1996年（第75回） | 3年ぶり7回目 | 2回戦敗退    | 0－2 光星学院（青森）                                                               |
| 1998年（第77回） | 2年ぶり8回目 | 2回戦敗退    | 1－3 水橋（富山）                                                                   |

| 年度                 | 出場回数      | 全国大会成績 | 対戦校                                      |
| -------------------- | ------------- | ------------ | ------------------------------------------- |
| 1973年（昭和48年度） | 初出場        | 1回戦敗退    | 1－3 古河一（茨城）                         |
| 1976年（昭和51年度） | 3年ぶり2回目  | 2回戦敗退    | 4－4 コザ（沖縄） 1－5 東予工（愛媛）       |
| 1979年（昭和54年度） | 3年ぶり3回目  | 1回戦敗退    | 0－2 摂津（大阪）                           |
| 1982年（昭和57年度） | 3年ぶり4回目  | 1回戦敗退    | 0－1 矢板東（栃木）                         |
| 1983年（昭和58年度） | 2年連続5回目  | 1回戦敗退    | 0－1 中京（愛知）                           |
| 1984年（昭和59年度） | 3年連続6回目  | 1回戦敗退    | 0－4 鹿児島商（鹿児島）                     |
| 1995年（平成7年度）  | 11年ぶり7回目 | 1回戦敗退    | 1－3 信州工（長野）                         |
| 1996年（平成8年度）  | 2年連続8回目  | 1回戦敗退    | 2－3 韮崎（山梨）                           |
| 1998年（平成10年度） | 2年ぶり9回目  | 1回戦敗退    | 0－1 富山一（富山）                         |
| 2003年（平成15年度） | 5年ぶり10回目 | 2回戦敗退    | 1－0 釧路湖陵（北海道） 1－6 徳島商（徳島） |

#### ラグビー部
県内の高校ラグビーは長らく米子工の牙城だったが、米子東は1989年に初出場を果たし、以後9回の出場を数える。県全体のラグビーのレベルが高くないため苦戦が続いているが、1999年には県勢大会初勝利を挙げている（現在これが県勢唯一の白星である）。翌2000年に第1回選抜大会にも選出された。2004年以降は部員不足などから、県内でも勝てない状況が続いている。
| 年度             | 出場回数     | 全国大会成績 | 対戦校                                        |
| ---------------- | ------------ | ------------ | --------------------------------------------- |
| 1989年（第69回） | 初出場       | 1回戦敗退    | 3－30 岐阜工（岐阜）                          |
| 1990年（第70回） | 2年連続2回目 | 1回戦敗退    | 0－41 早大学院（東京）                        |
| 1996年（第76回） | 6年ぶり3回目 | 1回戦敗退    | 0－69 磐城（福島）                            |
| 1997年（第77回） | 2年連続4回目 | 1回戦敗退    | 5－93 深谷（埼玉）                            |
| 1998年（第78回） | 3年連続5回目 | 1回戦敗退    | 7－69 山形中央（山形）                        |
| 1999年（第79回） | 4年連続6回目 | 2回戦敗退    | 12－10 鶴来（石川） 3－106 東海大仰星（大阪） |
| 2000年（第80回） | 5年連続7回目 | 1回戦敗退    | 17－34 富良野（北海道）                       |
| 2002年（第82回） | 2年ぶり8回目 | 1回戦敗退    | 0－113 秋田工（秋田）                         |
| 2003年（第83回） | 2年連続9回目 | 1回戦敗退    | 7－62 桂（山梨）                              |

| 年度            | 出場回数 | 全国大会成績       | 対戦校                                             |
| --------------- | -------- | ------------------ | -------------------------------------------------- |
| 2000年（第1回） | 初出場   | Bブロック1回戦敗退 | 7－68 中標津（北海道） 0－97 西陵商（愛知）=敗者戦 |

#### 高校生クイズ
全国大会へ16回出場しており、東大寺学園（奈良）、ラ・サール高校（鹿児島）に次ぐ出場回数3位を誇る常連校でもある。特に準優勝した第14回（1994年）でリーダーだった生徒が次の第15回（1995年）でメンバーを替えて出場し、大会史上初となる同一人物の全国大会決勝2度進出を成し遂げ優勝した。また、第9 - 15回（1989 - 1995年）の7年連続全国大会出場は31回まで大会記録である。
| 年度             | 出場回数      | 全国大会成績  |
| ---------------- | ------------- | ------------- |
| 1986年（第6回）  | 初出場        | 準決勝進出    |
| 1987年（第7回）  | 2年連続2回目  |               |
| 1989年（第9回）  | 2年ぶり3回目  |               |
| 1990年（第10回） | 2年連続4回目  | 第3位         |
| 1991年（第11回） | 3年連続5回目  |               |
| 1992年（第12回） | 4年連続6回目  | 準々決勝進出  |
| 1993年（第13回） | 5年連続7回目  |               |
| 1994年（第14回） | 6年連続8回目  | 準優勝        |
| 1995年（第15回） | 7年連続9回目  | 優勝          |
| 1997年（第17回） | 2年ぶり10回目 | 準優勝        |
| 2000年（第20回） | 3年ぶり11回目 | 1回戦勝ち抜け |
| 2005年（第25回） | 5年ぶり12回目 |               |
| 2009年（第29回） | 4年ぶり13回目 |               |
| 2010年（第30回） | 2年連続14回目 |               |
| 2012年（第32回） | 2年ぶり15回目 |               |
| 2017年（第37回） | 5年ぶり16回目 |               |

## 高校関係者と組織

### 高校関係者組織
同窓会組織は「勝田ヶ丘同窓会」と称し、全日制・定時制・通信制課程も含めた卒業生が加入している。ただし、米子南高校などと統合中の卒業生については、勝田校舎卒業生のみ。東京、関西、東海、九州・沖縄、安来、県内各地に支部を持つ。卒業期については、2015年3月卒業生は全日制第111期、定時制第64期にあたる。まれに、他校に転校などで卒業していない者が加入していることがある。校内に同窓会館（1階は食堂）があり、同窓会事務や寄贈品などの展示を行っている。また、硬式野球部、サッカー部、ボート部、バレーボール部、吹奏楽部、陸上競技部、應援團などにはOB会組織があり、現役生の支援を行っている。

### 高校関係者一覧

#### 出身者
政治家
- 斎藤干城（1期） - 米子市長[16]
- 三好英之（1期） - 北海道開発庁長官、出身者初の国務大臣[17]
- 矢野晋也（3期）衆議院議員[18]
- 野坂寛治（4期） - 米子市長[19]
- 野坂康久（6期） - 米子市議会議員[20]、米子市長野坂康夫の祖父
- 粟屋仙吉（9期） - 第18代広島市長（原爆投下時の市長）
- 手島栄（12期） - 郵政大臣・逓信次官[21]
- 赤沢正道（22期） - 自治大臣[22]
- 河合弘道（23期） - 米子市長[23]
- 小谷守（30期） - 兵庫県議会議員[24]
- 森田隆朝（40期） - 米子市長
- 浜田和幸（67期） - 参議院議員
- 山内功（69期） - 衆議院議員
- 福嶋浩彦（71期） - 千葉県我孫子市長・消費者庁長官
- 湯原俊二（77期）- 衆議院議員・鳥取県議会議員
- 伊木隆司（88期）- 米子市長
- 舞立昇治（90期） - 参議院議員

官僚
- 久埜茂（1期） - 逓信省郵務局長[25]
- 平池栄一 - 総務省行政管理局長[26]
- 松下芳三郎（7期） - 台湾、朝鮮、満州で活躍した名行政官[27]
- 吉尾啓介 - 沖縄科学技術大学院大学最高執行責任者、国際教養大学初代副学長

法曹
- 雑賀愛造（10期） - 弁護士、野坂康久の実弟[28]
- 青戸辰午（13期） - 弁護士[29]
- 石田哲一（24期） - 日本初のプライバシー裁判の裁判長
- 三好幹夫（65期） - 東京高等裁判所部総括判事、内閣人事局退職手当審査会会長、上智大学教授

実業家
- 岡田信吉朗（1期） - 岡田汽船創設・地方海運業開拓者[30]
- 後藤市右衛門（4期、退学） - [31]
- 内海清温（5期） - 電源開発総裁[32]
- 増谷麟（9期） - 写真化学研究所創立者・日本ポリドール社長、ソニー育ての親[33]
- 京極杜藻（10期） - 京極運輸商事会長[34]
- 織田収（13期） - 山陰放送社長[35]
- 門脇章太郎（15期） - 山陰合同銀行常務取締役[36]
- 加藤章（17期） - 加藤商事社長[37]
- 増谷慶一郎（19期）- 増谷薬局代表取締役・境港商工会議所会頭
- 面谷誠（20期） - 面谷合名会社代表社員・境港商工会議所会頭
- 坂口平兵衛（20期） - 坂口合名会社代表社員会長[38]
- 岡田洲二（23期） - 岡田商店会長・境港商工会議所会頭
- 松本豊（23期） - 松本木材社長・境港商工会議所会頭
- 永井準（29期）- 今井書店社長
- 青砥昇（36期） - 山陰放送社長
- 坂口平兵衛（43期） - 坂口合名会社代表社員社長
- 青砥順（44期） - 米子信用金庫会長、青砥昇の実弟
- 樋口公啓（50期） - 日本経済団体連合会副会長
- 吹野博志（56期） - デルコンピュータ会長
- 中本晃（60期） - 島津製作所社長、京都工業会会長
- 福島幹雄（60期） - JFE商事ホールディングス社長
- 門脇宜人（65期） - 第一屋製パン社長
- 森田敏夫（76期） - 野村證券社長、野村ホールディングスグループ共同最高執行責任者

教育者・学者
- 門脇誠一郎（中退・5期） - 柔道家[39]
- 沼田政矩（9期） - 鉄道工学者、鉄道技術研究所長、東京大学教授、土木学会長
- 亀尾英四郎（11期） - ドイツ文学者・東京高等学校 (旧制)教授[40]
- 福島哲 - 鳥取県立境高等学校長
- 松岡忠男（17期） - 鳥取県中学校長会長・米子市教育長
- 岡本成蹊（20期） - イギリス文学者・法政大学名誉教授[41]
- 菅田栄治（23期） - 工学者、国産第一号の電子顕微鏡の組み立てに成功[42]
- 岡本哲史（23期） - 航空工学者[43]
- 田中千金（27期） - 病理学者
- 黒田正巳（29期） - 熊本大学名誉教授
- 門脇卓爾（40期） - 哲学者・学習院大学名誉教授
- 渡部恵一郎（47期） - 音楽学者・桐朋学園大学客員教授、校歌作曲者
- 梶田叡一（56期） - 京都ノートルダム女子大学学長・兵庫教育大学学長
- 冨山太佳夫（62期） - 英文学者・青山学院大学教授
- 安酸敏眞（66期） - 文学・宗教学者・北海学園大学教授・同学長
- 板見智（67期） - 医学者、世界一受けたい授業出演
- 安倍博之（90期） - 物理学者、早稲田大学教授

医師
- 中村徳吉（1期）[44]
- 渡部卓郎（8期） - 博愛病院院長[45]
- 稲賀幸（11期） - 稲賀外科医院長[46]、鳥取県議会議長稲賀龍二の孫
- 里見清一 - 日本赤十字社医療センター化学療法科部長。専門は呼吸器内科学・臨床腫瘍学[47]。作家。本名は國頭英夫。

文化人
- 木山義喬（2期） - 漫画家
- 白井喬二（7期） - 作家[48]大衆文学の巨峰[49]。
- 植田正治（28期） - 世界的写真家
- 杵島隆（35期） - 写真家
- 岡本おさみ（57期） - 作詞家
- 今井聖（65期） - 俳人、脚本家
- まつもとゆきひろ（80期） - プログラミング言語「Ruby」作者
- 桜庭一樹（86期） - 直木賞作家
- 難波美帆（86期） - サイエンスライター・早稲田大学大学院政治学研究科准教授
- 錦織敦史（93期） - GAINAXアニメーター
- 靖子靖史（102期） - 小説家

アナウンサー
- 板井文昭（70期） - 山陰放送アナウンサー
- 宇田川修一（78期） - 山陰放送アナウンサー
- 稲田茂（82期） - 元エフエム山陰アナウンサー
- 大田祐樹（86期） - 山陰放送アナウンサー
- 北野剛寛（90期） - NHKアナウンサー
- 福谷清志（95期） - テレビ大阪アナウンサー、気象予報士、元日本海テレビ
- 上田まりえ（101期） - タレント、元日本テレビアナウンサー[50]

芸能人
- 桂小米（65期） - 落語家
- 友松タケホ（81期） - 俳優
- ハセガワタカオ（長谷川崇夫）（90期） - P.I.MONSTERのボーカル。同期の森下滋とHot Buttered Loveを結成
- 渡部和正（92期） - 俳優
- 木村圭佑（S科平16了） - ダンサー
- 松本茜（102期） - ジャズピアニスト
- 藤原聡（106期）- official髭男dismのボーカル。

スポーツ選手
- 阿部信文（22期） - 柔道：九段（旧制高等学校教授・鳥取県柔道連盟会長）[51]
- 古曳保正（24期） - 柔道：九段（埼玉県立高等学校長）
- 湯浅禎夫（17期） - 野球：毎日監督兼選手[52]
- 岡本利之（31期） - 野球：ライオン、元野球部監督（1960年第32回選抜大会準優勝）
- 井上親一郎（33期）- 野球：国鉄、元野球部監督
- 清水秀雄（33期） - 野球：南海 - 中日 - 大洋
- 成田啓二（34期） - 野球：国鉄
- 木下勇（35期） - 野球：大阪 - 近畿日本 - 大陽 - 西鉄、元野球部監督
- 土井垣武（37期） - 野球：大阪 - 毎日 - 東映 - 阪急
- 長谷川善三（38期） - 野球：南海 - 大阪 - 西鉄 - 毎日 - 高橋
- 国頭光仁（長砂校舎卒・野球部49期） - 野球：阪急
- 義原武敏（52期） - 野球：巨人 - 近鉄
- 清水賢（中退・野球部57期） - 野球：東映
- 宮本洋二郎（57期） - 野球：巨人-広島 - 南海
- 岩本紘一（59期） - 野球：亜細亜大学 - 日本軽金属、元野球部監督
- 勝部敬一（63期） - 野球：早稲田大学 - 住友金属
- 野口裕美（75期） - 野球：西武
- 杉本真吾（80期） - 野球：慶應義塾大学新人監督・助監督、元野球部監督
- 岡本大翔（117期） - 野球：巨人
- 山本康彦（82期） - サッカー：SC鳥取、元SC鳥取監督、元サッカー部監督
- 塚野真樹（85期） - サッカー：神戸 - SC鳥取、元SC鳥取監督・代表取締役社長
- 福益敏（61期） - ボート：メキシコシティーオリンピック代表

軍人
- 鹿野澄（1期） - 陸軍主計中将[53]
- 松本象二郎（5期） - 海軍少将[54]
- 杵村久蔵（7期） - 陸軍少将[55]
- 福留繁（7期） - 海軍中将[56]
- 坂西一良（中退） - 陸軍中将
- 山形政二（8期） - 海軍少将[57]
- 稲田正純（中退） - 陸軍中将
- 西田税（16期） - 軍人・思想家、二・二六事件の陰の首謀者として北一輝とともに刑死
- 八原博通（17期） - 陸軍大佐・沖縄守備軍高級参謀[58]

その他
- 大立廉（4期） - 技術者、米子製鋼所長[59]
- 佐々井秀嶺（中退） - インド仏教の代表的僧侶（ビームラーオ・アンベードカルに師事）

#### 教員・指導者
- 赤城武幸 - 新日本木村、元保健体育教諭
- 生住正信 - 教諭
- 池田洋二 - 元サッカー部監督、元副校長、日本サッカー協会副会長
- 大橋棣 - 大阪、元野球部監督

## 環境・施設
環境
校内敷地には勝田山（かんだやま、標高44メートル）がある。麓はかつて勝田神社（現在は移転）があった場所であり、元勝田とも呼ばれ、1960年代頃までは鳥居も立っていた。1989年に創立90周年を記念して登山道が整備された。頂上からは米子市内をはじめ、島根半島、日本海、大山などを見渡せる。学校を別名「勝田ヶ丘（かんだがおか）」と呼ぶことがある。
施設
第1グラウンド（野球場。硬式野球部が使用）、第2グラウンド（軟式野球部、ソフトボール部、ハンドボール部が使用）、第3グラウンド（サッカー部、ラグビー部が使用）、屋内練習場、ピッチングハウス（以上は主に硬式野球部が使用）、トレーニングルーム（各部共用）、第1体育館（バスケットボール部、卓球部が使用）、第2体育館（バレーボール部、バドミントン部、体操部（ダンス部）が使用）、第2体育館内の柔道場（柔道部が使用）・剣道場（剣道部が使用）、硬式テニスコート（硬式テニス部が使用）、ソフトテニスコート（ソフトテニス部が使用）を有するなど、運動施設は全国の公立校の中でも稀なほど充実している。第2体育館は敷地内日本専売公社跡地に2010年新設された。旧第2体育館はプールとともに、同年7月取り壊された。創立100周年を記念し、校門のそばに勝利の女神像（サモトラケのニケ）が設置された。また、第一グラウンドは1951年11月11日に米子で初めてプロ野球の興行であるオープン戦阪神対阪急の試合が行われている。
敷地内には勝田ヶ丘同窓会館があり、同会館の2階には「勝田ヶ丘志学館」が入っている。

## 米子東を舞台とした作品
漫画
- ガクラン放浪記（弘兼憲史）：三重県の高校を退学した主人公が、「米子第一高校」に入り直して高校生活を送り始めるという、稲田耕三の自伝的小説「高校放浪記」（角川文庫）の漫画化作品である。
- 人間交差点（作･矢島正雄、画･弘兼憲史）
- ハロー張りネズミ（弘兼憲史）